# Henry de Grey (Adliger, † 1308)
Henry de Grey (* um 1256; † September 1308) war englischer Adliger.

## Herkunft
Henry de Grey war der älteste Sohn von John de Grey und von dessen Frau Lucy de Mohun aus Somerset. Er erbte nach dem Tod seines Vaters Anfang 1272 dessen Güter sowie Codnor Castle in Derbyshire.

## Militärische Laufbahn
Henry de Grey diente unter den Königen Eduard I. und Eduard II. als Ritter, seit er am 14. Juni 1287 erstmals zum Kriegsdienst zur Niederschlagung der Rebellion des Walisers Rhys ap Maredudd herangezogen wurde. Im Februar 1293 besuchte ihn König Eduard I. für einen Tag in seinem Hauptsitz Codnor Castle. Während des Französisch-Englischen Kriegs diente er von 1294 bis 1297 in der Gascogne. Zwischen 1298 und 1308 wurde er mehrmals per Writ of Summons in das Parlament berufen. Ob er damit als Baron Grey of Codnor gilt, war lange umstritten. Da nicht nachgewiesen werden konnte, ob er tatsächlich an den Parlamentsversammlungen teilgenommen hatte, entschied das House of Lords 1989, dass erst sein Ururenkel ab 1397 als 1. Baron Grey of Codnor gilt. Während des Schottischen Unabhängigkeitskriegs war Grey im Frühjahr 1299 für die Aufstellung des Aufgebots in Essex und Hertfordshire und im Sommer 1299 für die Musterung der Streitkräfte in Carlisle zuständig. Bis 1306 nahm er an mehreren Feldzügen in Schottland teil, darunter 1300 an der Belagerung von Caerlaverock Castle. Zum Dank für seine Dienste erließ ihm der König alle von seinen Vorfahren angehäuften Schulden gegenüber dem Schatzamt.

## Ehen und Nachkommen
In erster Ehe heiratete er Eleanor de Courtenay, eine Tochter von Sir Hugh de Courtenay († 1292) und von Eleanor le Despencer. Mit ihr hatte er mindestens drei Kinder:
- Luce de Grey
- Richard de Grey (um 1281–1335)
- Nicholas de Grey (* nach 1281)

In zweiter Ehe heiratete er vor dem 6. Juni 1301 Joan de la Mare. Sein Erbe wurde sein ältester Sohn Richard.